# Kenny Hickey

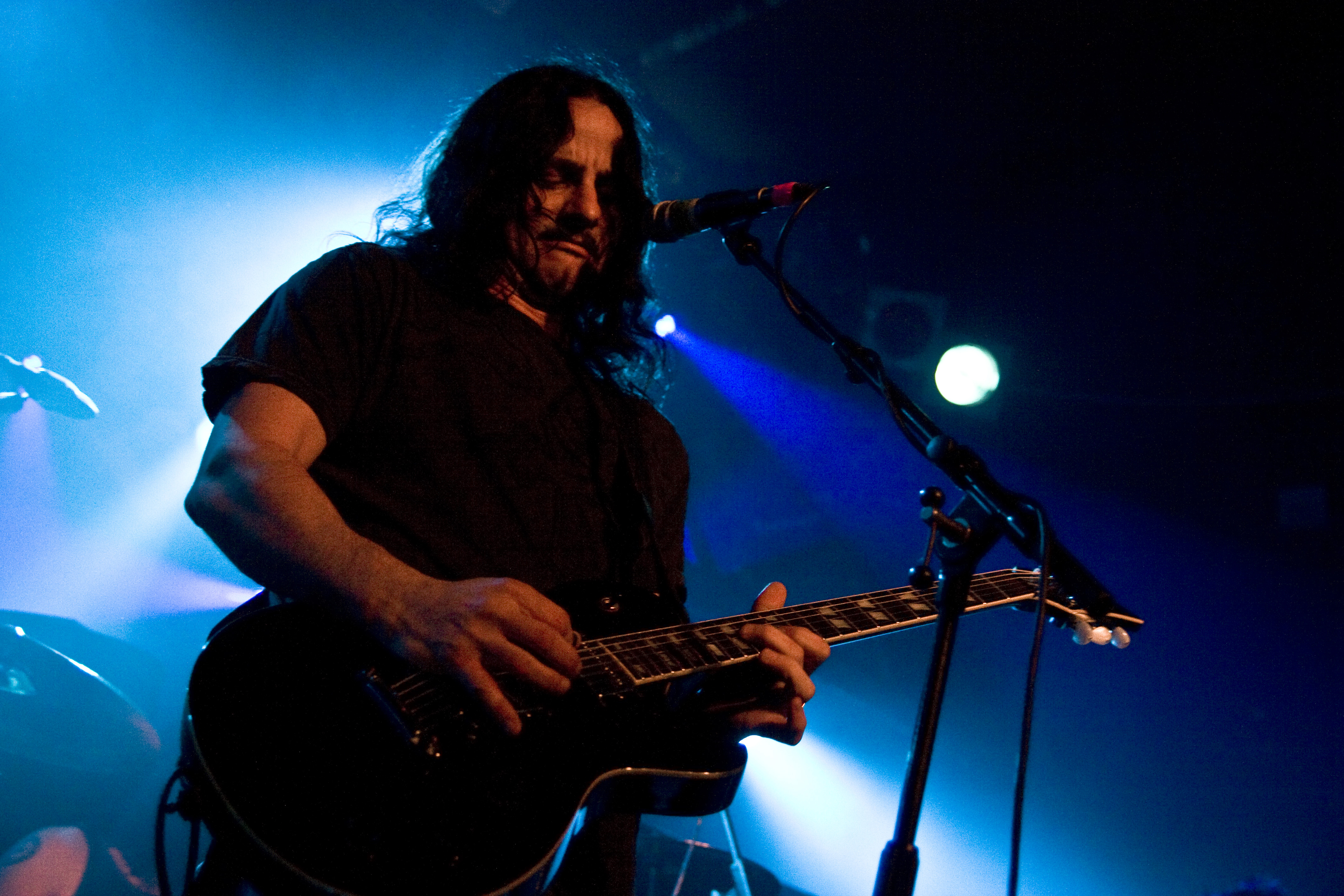
Kenny Hickey (2010)

Kenny Hickey (eig. Kenneth Shaun Hickey, * 22. Mai 1966 in New York City) war bis zu deren Auflösung der Gitarrist, Hintergrund- und gelegentlich Leadsänger der US-amerikanischen Metal-Band Type O Negative. Zugleich spielte er Gitarre in den Rock- und Metal-Bands Danzig (Tourgitarrist), Seventh Void und Silvertomb (Leadsänger und -gitarrist).

## Werdegang
Hickey wurde 1966 in New York City geboren und wuchs im Marine-Park-Viertel von Brooklyn, New York, auf. Als Jugendlicher hörte er die Platten seines Vaters mit Johnny Cash und fand nach Elton Johns Album Goodbye Yellow Brick Road zum Rock and Roll. Hickey nannte das Bild von Ace Frehley und seiner charakteristischen rauchenden Gitarre als einen seiner Beweggründe, mit dem Gitarrespielen anzufangen. Als musikalische Einflüsse nannte er außerdem Elton John, Jimi Hendrix, T. Rex, Pink Floyd und Black Sabbath.
Hickey wurde 1989 gebeten, Type O Negative beizutreten, nachdem der ehemalige Carnivore-Gitarrist Marc Piovanetti abgelehnt hatte. Hickey war ein Jugendfreund der Band und wuchs im selben Viertel wie die Bandmitglieder auf. Hickey machte 1984 seinen Abschluss an der Xaverian High School. Er war auf jeder Veröffentlichung von Type O Negative mit seinen Bandkollegen Peter Steele und Josh Silver zu hören. Johnny Kelly kam 1994 dazu.

## Equipment
In den frühen Tagen von Type O Negative konnte man Hickey mit einer schwarzen Gibson Flying V sehen. Er spielte diese etwa im Musikvideo zu Christian Woman. Dann wechselte er zu einer schwarzen Gibson SG, der er grüne Accessoires (Knöpfe und Tonabnehmer und ein grün lackiertes Griffbrett) hinzufügte, und folgte diesem Trend weiter. Ab 1996 verwendete er Fernandes-Gitarren, anfänglich mit eine Raven Elite Sustainer und eine Revolver Sustainer mit den grünen Aufsätzen wie bei seiner vorherigen SG. Er verwendete diese über ein halbes Jahrzehnt lang. Live verwendete er immer die Raven, aber wie im Musikvideo zu I Don’t Wanna Be Me zu sehen ist, konnte man ihn mit einer Monterey Deluxe (ohne EMG-Tonabnehmer) in Satinschwarz mit grünem Griffbrett sehen. 2007 begann er, Schecter-Gitarren zu verwenden, vor allem eine grüne C-1 Baritone. Im Gegensatz zu seinen vorherigen Gitarren hat diese echte grüne Einlagen, freiliegende Tonabnehmer (einen Seymour Duncan SH-4 „JB“-Steg- und einen Sustainiac-Hals-Tonabnehmer), und der Korpus, einschließlich der Kopfplatte, der Rückseite der Kopfplatte und der Rückseite des Halses, war vollständig grün. Alle Gitarren von Hickey wurden während seiner gesamten Karriere ausnahmslos auf H-Standard (Standardstimmung für siebensaitige Gitarren) gestimmt.
Hickeys frühes Rig (vor World Coming Down) bestand aus ADA MP-1- und MP-2-Vorverstärkern oder einem Marshall JMP-1 mit einem Alesis Quadraverb, das an Marshall 9005- und/oder Mosvalve 500-Endstufen angeschlossen war, die wiederum an einen oder mehrere Marshall 4x12s mit G12-75-Lautsprechern angeschlossen waren. Während der Aufnahme von World Coming Down verwendete Hickey einen Mesa/Boogie Dual Rectifier und verwendet ihn immer noch, zusammen mit einem Mesa/Boogie Mark IV als Backup. Sein Haupt-Setup besteht aus einem Mesa/Boogie TriAxis-Vorverstärker und einem TC Electronics G-Force-Effektprozessor, der an eine Mesa/Boogie Simul-Class 2: Ninety-Endstufe in ein oder mehrere Mesa/Boogie 4x12-Gehäuse gesendet wird.
Bei Auftritten mit Seventh Void konnte man ihn mit Mesa/Boogie-Dual Rectifiern und Schecter-Solo-6-Gitarren in Schwarz (im Musikvideo zu Last Walk in the Light zu sehen) oder Sunburst (im Musikvideo zu Heaven is Gone zu sehen). Ende 2012 kündigte Schecter ein Künstlermodell an, das auf seinem maßgefertigten Baritone-Gitarrenmodell basiert, das er gegen Ende seiner Zeit bei Type O Negative verwendete.